# Davallodes seramensis
Davallodes seramensis là một loài dương xỉ trong họ Davalliaceae. Loài này được M.Kato mô tả khoa học đầu tiên năm 1989.
Danh pháp khoa học của loài này chưa được làm sáng tỏ. 